# Lily Laskine
Lily Laskine (nom de scène d'Aimée Émilie Laskine), née le 31 août 1893 à Paris 9e et morte le 4 janvier 1988 à Paris 16e, est une harpiste française.

## Biographie
Elle voit le jour dans une famille de mélomanes et musiciens. Après un essai au piano, Lily, encore jeune, se met à la harpe et répète six heures par jour. En 1904, elle entre au Conservatoire de Paris où elle est l'élève d'Alphonse Hasselmans et de Georges Marty. Elle obtient ses premiers prix à 11 et 13 ans.
Pendant la Première Guerre mondiale, elle s'intéresse également au chant et à la danse ainsi qu'à l'harmonie. À 16 ans, elle entre à l'Opéra en tant que harpiste ; elle est alors la première femme admise dans l'orchestre. En 1934, elle devient harpiste soliste de l'Orchestre national de France à sa création. En 1936, elle épouse le violoniste Roland Charmy (1908-1987). Elle est abritée pendant la Seconde Guerre mondiale au château Pastré à Marseille par la comtesse Lily Pastré, comme de nombreux juifs qui tentaient de quitter la France.
Sa carrière connaît un nouvel élan dans les années 1950 avec sa collaboration avec la firme de disques Erato dont elle devient la harpiste attitrée. Ses disques font le tour du monde et c'est en compagnie de son ami Jean-Pierre Rampal qu'elle enregistre le fameux Concerto pour flûte et harpe de Mozart avec l'orchestre de Jean-François Paillard, disque classique le plus vendu de l'histoire phonographique française. Albert Roussel a écrit pour elle un Impromptu et André Jolivet son Concerto pour harpe. D'autres compositeurs comme Pierre Sancan, Claude Pascal, Georges Migot et Henri Martelli ont écrit également pour elle. Elle a remis au goût du jour des concertos de Bochsa, Reinecke ou Krumpholtz, des pièces de Hasselmans, Nadermann, Gossec, Saint-Saëns.
Parallèlement à toutes ces occupations, elle est également professeur de harpe, notamment au Conservatoire de 1948 à 1958, et enregistre des musiques de films et des disques avec des chanteurs de variétés. Elle joue aussi pour la Comédie-Française pendant plus de 30 ans. Elle a formé une génération de harpistes, parmi lesquelles Marielle Nordmann, Denise Mégevand, Lucie Gascon et Annie Challan.
Lily Laskine est inhumée au cimetière parisien de Saint-Ouen, avec son époux et son beau-père. Le jardin Lily-Laskine lui rend hommage dans le 17e arrondissement de Paris. Une stèle lui rend par ailleurs hommage dans le square Sainte-Odile du même arrondissement.

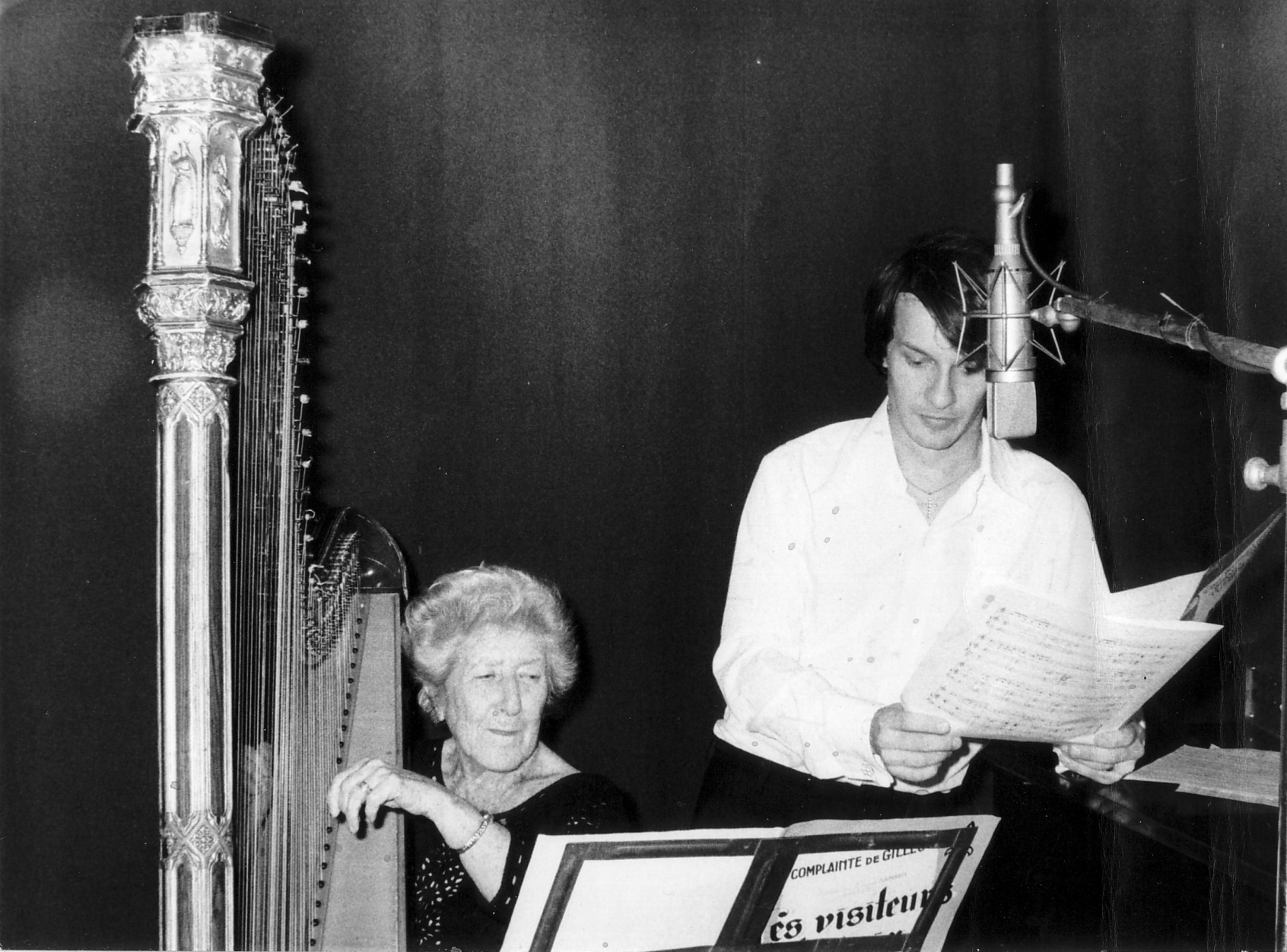
Lily Laskine et Mario Hacquard.

## Prix et distinctions
- Grand Prix international de l'Académie Charles-Cros (1963),
- Grand Prix national du disque français
- Disque d'Or au Japon avec Jean-Pierre Rampal (1966)
- Grand Prix du film musical pour La Leçon de musique (1979)
- Officier de la Légion d'honneur
- Grand-croix de l'ordre national du Mérite
- Commandeur de l'ordre des Arts et des Lettres

## Discographie
- L'Art de Lily Laskine, 1996 (ASIN B00004UQ9H)
- Concerto pour flûte et harpe de Wolfgang Amadeus Mozart, 2002 (ASIN B000063JA9)
- Japanese Melodies for Flute and Harp, 1994 (ASIN B0000034O5)
- The Complete Erato and HMV Recordings : Haëndel, Mozart, Boïeldieu, Bochsa, Debussy, Ravel Pierné, Ibert, Jolivet, Damase and others = 14 CD ERATO, 2014

## Postérité
Le Concours international triennal de harpe Lily-Laskine est institué en son honneur en 1993. Le jury attribue un grand prix et un prix junior. Cinq éditions se sont tenues jusqu'en 2005.

## Place des femmes à l'orchestre
Lily Laskine a été « remplaçante-titulaire », pendant trente ans, du pupitre de harpe de l'orchestre de l'Opéra national de Paris, après avoir remplacé les harpistes envoyés au front pendant la Première Guerre mondiale, mais n'a jamais été titulaire du poste. Elle a cependant « en principe » passé, en 1909, le concours lui permettant d'accéder au statut envié de « supplémentaire » dont les lauréates et lauréats sont appelés, dans l'attente qu'un poste se libère, à remplacer les titulaires autorisés à s'absenter,,.